# Романчуков
Романчуков — хутор в Отрадненском районе Краснодарского края.
Входит в состав Удобненского сельского поселения.

## География
Хутор расположен на левом берегу Урупа, напротив центра поселения — станицы Удобной.

## Население
| 2002 | 2010 |
| ---- | ---- |
| 299  | ↘284 |

- ул. Зелёная,
- ул. Молодёжная,
- ул. Речная,
- ул. Степная,
- ул. Центральная.